# Magnitud monocromática

Brillo de una estrella o de cualquier otro objeto medido en una única longitud de onda. Dichas magnitudes son importantes para calcular las variaciones de magnitud esperadas cuando una estrella determinada se observa a través de diferentes filtros. La magnitud monocromática es un ideal matemático que no se puede medir en la práctica aunque puede aproximarse a una fotometría de banda estrella siempre que no haya líneas espectrales intensas en la banda.
- Datos: Q5989898